# 대구광역시의회
대구광역시의회(大邱廣域市議會)는 대한민국 대구광역시에 제출된 의견이나 법안을 처리하기 위해 설치된 의회이다.

## 조직

### 의장단
- 의장
- 부의장 2명

#### 역대 의장단
| 대수 | 대수   | 이름   | 정당         | 임기                               | 부의장/정당         | 부의장/정당                     |
| ---- | ------ | ------ | ------------ | ---------------------------------- | ------------------- | ------------------------------- |
| 초대 | 전반기 | 김홍식 | 민주자유당   | 1991년 7월 10일 - 1993년 7월 7일   | 조경제/민주자유당   | 박승국/민주자유당               |
| 초대 | 후반기 | 김상연 | 민주자유당   | 1993년 7월 8일 - 1995년 6월 30일   | 곽열규/민주자유당   | 윤상웅/민주자유당               |
| 2대  | 전반기 | 최백영 | 무소속       | 1995년 7월 10일 - 1996년 12월 29일 | 박흥식/자유민주연합 | 조순제/민주자유당               |
| 2대  | 후반기 | 김상연 | 자유민주연합 | 1996년 12월 30일 - 1998년 6월 30일 | 박삼술/한나라당     | 정재택/자유민주연합             |
| 3대  | 전반기 | 이성수 | 한나라당     | 1998년 7월 2일 - 2000년 7월 2일    | 윤혁주/한나라당     | 백명희/한나라당                 |
| 3대  | 후반기 | 이수가 | 한나라당     | 2000년 7월 3일 - 2002년 6월 30일   | 아덕천/한나라당     | 강황/한나라당                   |
| 4대  | 전반기 | 강황   | 한나라당     | 2002년 7월 3일 - 2004년 7월 1일    | 손병윤/한나라당     | 김화자/한나라당                 |
| 4대  | 전반기 | 이덕천 | 한나라당     | 2004년 7월 2일 - 2005년 11월 7일   | 이상기/한나라당     | 박성태/한나라당                 |
| 4대  | 후반기 | 강황   | 한나라당     | 2005년 11월 8일 - 2006년 6월 30일  | 이상기/한나라당     | 박성태/한나라당                 |
| 5대  | 전반기 | 장경훈 | 한나라당     | 2006년 7월 5일 - 2008년 7월 4일    | 최문찬/한나라당     | 김충환/한나라당                 |
| 5대  | 후반기 | 최문찬 | 한나라당     | 2008년 7월 4일 - 2010년 4월 8일    | 류규하/한나라당     | 도이환/한나라당                 |
| 5대  | 후반기 | 최문찬 | 한나라당     | 2010년 4월 9일 - 2010년 6월 30일   | 류병노/한나라당     | 도이환/한나라당                 |
| 6대  | 전반기 | 도이환 | 한나라당     | 2010년 7월 5일 - 2012년 1월 9일    | 이동희/한나라당     | 이재술/한나라당                 |
| 6대  | 전반기 | 김화자 | 한나라당     | 2012년 1월 10일 - 2012년 7월 4일   | 이윤원/한나라당     | 이재술/한나라당                 |
| 6대  | 후반기 | 이재술 | 새누리당     | 2012년 7월 4일 - 2014년 3월 17일   | 도재준/새누리당     | 송세달/새누리당                 |
| 6대  | 후반기 | 이윤원 | 새누리당     | 2014년 3월 18일 - 2014년 6월 30일  | 도재준/새누리당     | 송세달/새누리당                 |
| 7대  | 전반기 | 이동희 | 새누리당     | 2014년 7월 2일 - 2016년 7월 1일    | 김의식/새누리당     | 정순천/새누리당 이경애/새누리당 |
| 7대  | 후반기 | 류규하 | 새누리당     | 2016년 7월 8일 - 2018년 4월 11일   | 최길영/새누리당     | 박상태/새누리당                 |
| 7대  | 후반기 | 도재준 | 새누리당     | 2018년 4월 17일 - 2018년 6월 30일  | 최길영/새누리당     | 박상태/새누리당                 |
| 8대  | 전반기 | 배지숙 | 자유한국당   | 2018년 7월 1일 - 2020년 6월 30일   | 장상수/자유한국당   | 김혜정/더불어민주당             |
| 8대  | 후반기 | 장상수 | 미래통합당   | 2020년 7월 1일 - 2022년 6월 30일   | 김대현/미래통합당   | 강민구/더불어민주당             |
| 9대  | 전반기 | 이만규 | 국민의힘     | 2022년 7월 1일 - 2024년 6월 30일   | 이영애/국민의힘     | 하병문/국민의힘                 |
| 9대  | 후반기 | 이만규 | 국민의힘     | 2024년 7월 1일 -                   | 이재화/국민의힘     | 김원규/국민의힘                 |

### 위원회
상임위원회
- 운영위원회
- 기획행정위원회
- 문화복지위원회
- 경제환경위원회
- 건설교통위원회
- 교육위원회

특별위원회
- 예산결산특별위원회
- 윤리특별위원회

### 사무기구
사무처
- 의정정책관실[2]
- 홍보담당관실[2]
- 입법담당관실[2]
- 전문위원

## 역대 대구광역시의회의원 선거 결과

### 제1대 대구직할시의회
1991년 6월 20일에 실시된 1991년 대한민국 지방 선거를 통해 31명의 제1대 대구직할시의원이 선출되었다. 
| 정당 | 정당       | 합계 |
| ---- | ---------- | ---- |
|      | 민주자유당 | 27   |
|      | 무소속     | 4    |

### 제2대 대구광역시의회
1995년 6월 27일에 실시된 제1회 전국동시지방선거를 통해 41명의 제2대 의원이 선출되었다. 본 선거를 통해 지역구 의원 37명과 비례대표 의원 4명이 선출되었다.
| 정당 | 정당         | 지역구 | 비례대표 | 합계 |
| ---- | ------------ | ------ | -------- | ---- |
|      | 민주자유당   | 8      | 2        | 10   |
|      | 자유민주연합 | 7      | 1        | 8    |
|      | 민주당       | 0      | 1        | 1    |
|      | 무소속       | 22     | -        | 22   |

|  | 31.2% |

|  | 7.4% |

|  | 11.1% |

|  | 50.4% |

### 제3대 대구광역시의회
1998년 6월 4일에 실시된 제2회 전국동시지방선거를 통해 29명의 제3대 대구광역시의원이 선출되었다. 본 선거를 통해 지역구 의원 26명과 비례대표 의원 3명이 선출되었다.
| 정당 | 정당         | 지역구 | 비례대표 | 합계 |
| ---- | ------------ | ------ | -------- | ---- |
|      | 한나라당     | 26     | 2        | 28   |
|      | 자유민주연합 | 0      | 1        | 1    |

|  | 59.4% |

|  | 3.7% |

|  | 20.6% |

|  | 16.3% |

### 제4대 대구광역시의회
2002년 6월 13일에 실시된 제3회 전국동시지방선거를 통해 27명의 제4대 대구광역시의원이 선출되었다. 본 선거를 통해 지역구 의원 24명과 비례대표 의원 3명이 선출되었다.
| 정당 | 정당         | 지역구 | 비례대표 | 합계 |
| ---- | ------------ | ------ | -------- | ---- |
|      | 한나라당     | 24     | 2        | 26   |
|      | 한국미래연합 | 0      | 1        | 1    |

|  | 76.23% |

|  | 8.25% |

|  | 7.68% |

|  | 5.17% |

|  | 1.64% |

|  | 1.00% |

### 제5대 대구광역시의회
2006년 5월 31일에 실시된 제4회 전국동시지방선거를 통해 29명의 제5대 대구광역시의원이 선출되었다. 본 선거를 통해 지역구 의원 26명과 비례대표 의원 3명이 선출되었다.
| 정당 | 정당       | 지역구 | 비례대표 | 합계 |
| ---- | ---------- | ------ | -------- | ---- |
|      | 한나라당   | 26     | 2        | 28   |
|      | 열린우리당 | 0      | 1        | 1    |

|  | 77.61% |

|  | 12.57% |

|  | 8.94% |

|  | 0.86% |

### 제6대 대구광역시의회
2010년 6월 2일에 실시된 제5회 전국동시지방선거를 통해 34명의 제6대 대구광역시의원이 선출되었다. 본 선거를 통해 지역구 의원 26명과 비례대표 의원 3명, 교육의원 5명이 선출되었다.
| 정당 | 정당     | 지역구 | 비례대표 | 합계 |
| ---- | -------- | ------ | -------- | ---- |
|      | 한나라당 | 25     | 2        | 27   |
|      | 친박연합 | 0      | 1        | 1    |
|      | 무소속   | 1      | -        | 1    |
|      | 교육의원 | -      | -        | 5    |

|  | 55.52% |

|  | 14.30% |

|  | 11.43% |

|  | 5.59% |

|  | 4.76% |

|  | 3.53% |

|  | 2.81% |

|  | 1.82% |

|  | 0.20% |

### 제7대 대구광역시의회
2014년 6월 4일에 실시된 제6회 전국동시지방선거를 통해 30명의 제7대 대구광역시의원이 선출되었다. 본 선거를 통해 지역구 의원 27명과 비례대표 의원 3명이 선출되었다.
| 정당 | 정당           | 지역구 | 비례대표 | 합계 |
| ---- | -------------- | ------ | -------- | ---- |
|      | 새누리당       | 27     | 2        | 29   |
|      | 새정치민주연합 | 0      | 1        | 1    |

|  | 69.92% |

|  | 23.80% |

|  | 2.83% |

|  | 2.35% |

|  | 1.07% |

### 제8대 대구광역시의회
2018년 6월 13일에 실시된 제7회 전국동시지방선거를 통해 30명의 제8대 대구광역시의원이 선출되었다. 본 선거를 통해 지역구 의원 27명과 비례대표 의원 3명이 선출되었다.
| 정당 | 정당         | 지역구 | 비례대표 | 합계 |
| ---- | ------------ | ------ | -------- | ---- |
|      | 자유한국당   | 23     | 2        | 25   |
|      | 더불어민주당 | 4      | 1        | 5    |

|  | 46.14% |

|  | 35.78% |

|  | 10.78% |

|  | 4.34% |

|  | 1.32% |

|  | 0.65% |

|  | 0.48% |

|  | 0.46% |

### 제9대 대구광역시의회
2022년 6월 1일에 실시된 제8회 전국동시지방선거를 통해 32명의 제9대 대구광역시의원이 선출되었다. 본 선거를 통해 지역구 의원 29명과 비례대표 의원 3명이 선출되었다.
| 정당 | 정당         | 지역구 | 비례대표 | 합계 |
| ---- | ------------ | ------ | -------- | ---- |
|      | 국민의힘     | 29     | 2        | 31   |
|      | 더불어민주당 | 0      | 1        | 1    |

|  | 76.80% |

|  | 19.23% |

|  | 2.89% |

|  | 0.39% |

|  | 0.35% |

|  | 0.31% |

## 정당별 의석 수
| ↓            |        |          |  |
| 1            | 1      | 31       |  |
| 더불어민주당 | 무소속 | 국민의힘 |  |

### 교섭단체
대구광역시의회는 5석 이상을 확보한 정당, 또는 교섭단체에 속하지 않은 5명의 의원이 교섭단체를 구성할 수 있다.

## 같이 보기
- 대구광역시의회의원 목록
- 대구광역시청